# Горякін Руслан Анатолійович
Руслан Анатолійович Горякін (нар. 9 березня 1978) — український волейболіст, Майстер спорту України. Учасник Літніх Паралімпійських ігор 2016 року.
Займається у секції волейболу Київського регіонального центру «Інваспорт».
Посів 4 місце у чемпіонаті Європи (чоловіки) 2015 року у м. Варендорф (Німеччина). 